# JALways
JALways Co., Ltd. (JAZ) (яп. 株式会社ジャルウェイズ, кабусікі гайся дзярувейдзу)(яп. 株式会社ジャルウェイズ кабусікі гайся дзярувейдзу), раніше Japan Air Charter Co., Ltd. (яп. ジャパンエアチャーター株式会社, дзяпан еа тя:та: кабусікі гайся)(яп. ジャパンエアチャーター株式会社 дзяпан еа тя: та: кабусікі гайся), що діяла як JALways, — скасована чартерна авіакомпанія Японії зі штаб-квартирою в токійському міжнародному аеропорту Наріта, яка працювала в сфері туристичних перевезень на високозавантажених міжнародних напрямках. Була дочірньою структурою національної авіакомпанії Japan Airlines.
Портом приписки перевізника і його головним транзитним вузлом (хабом) був міжнародний аеропорт Наріта, як додатковий вузол використовувався міжнародний аеропорт Кансай.
Авіакомпанія була заснована 5 жовтня 1990 року під офіційною назвою Japan Air Charter і 22 лютого наступного року почала чартерні перевезення на широкофюзеляжних лайнерах McDonnell Douglas DC-10. 30 липня 1999 року компанія отримала ліцензію на право виконання регулярних пасажирських рейсів, свій перший регулярний маршрут перевізник відкрив 1 жовтня того ж року, а через кілька днів відбулася зміна назви авіакомпанії на JALways з повним ребрендингом всіх структурних підрозділів. За підсумками фінансового року, що завершився 31 березня 1999 року, JALways спільно з іншими авіакомпаніями групи JAL Group перевезла 32 мільйони пасажирів та понад 1,1 мільйонів тонн вантажів і пошти.
JALways повністю належала флагману Японії Japan Airlines. 1 грудня 2010 року вся операційна діяльність авіакомпанії перейшла під прямий контроль Japan Airlines з припинення дочірнього перевізника JALways.

## Історія

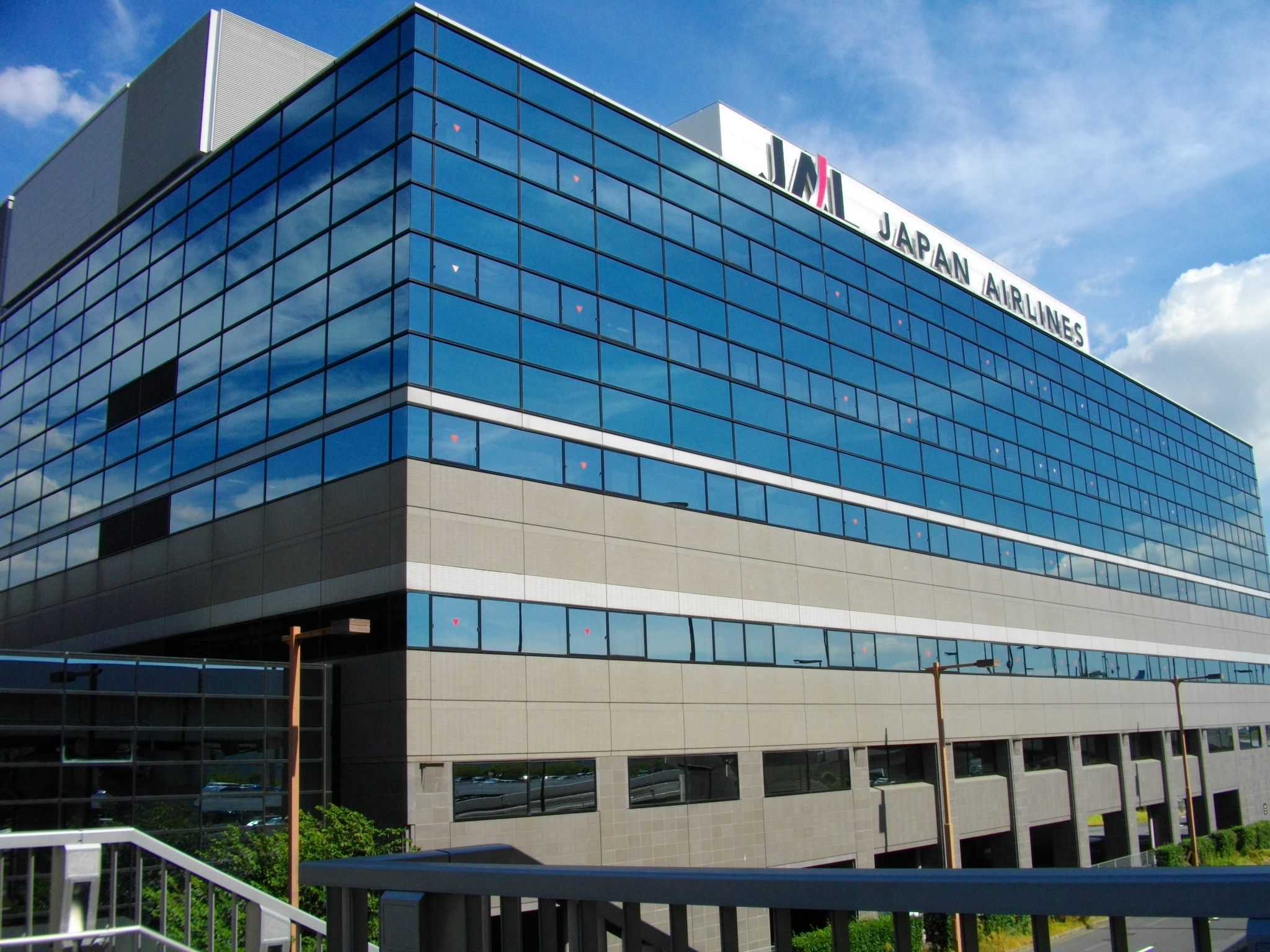
Штаб-квартира JAL в міжнародному аеропорту Наріта

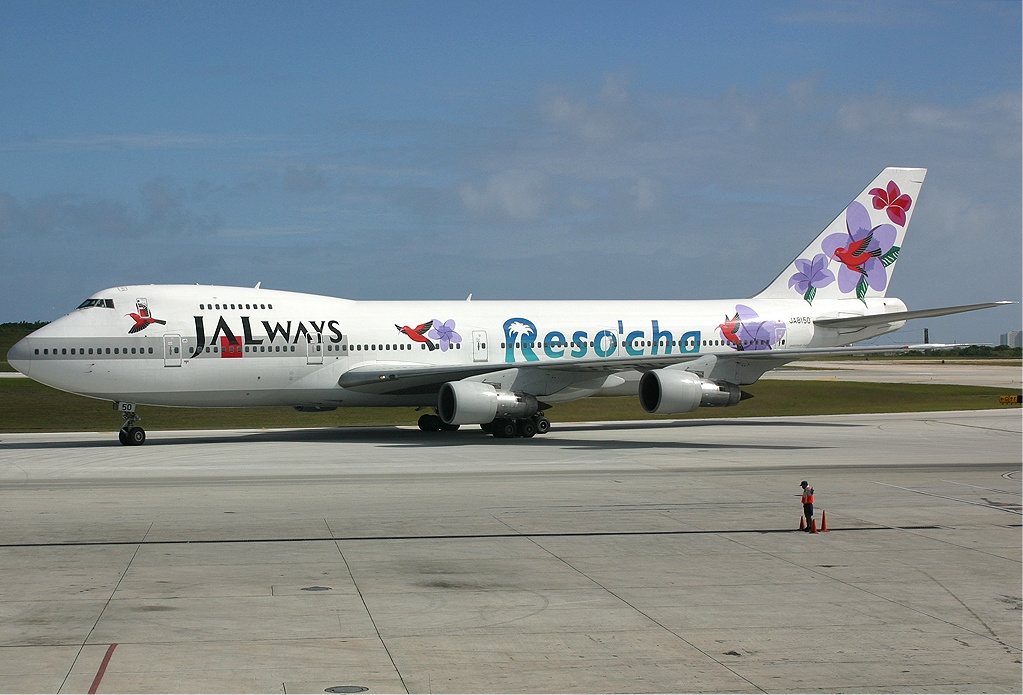
Boeing 747-200 авіакомпанії JALways

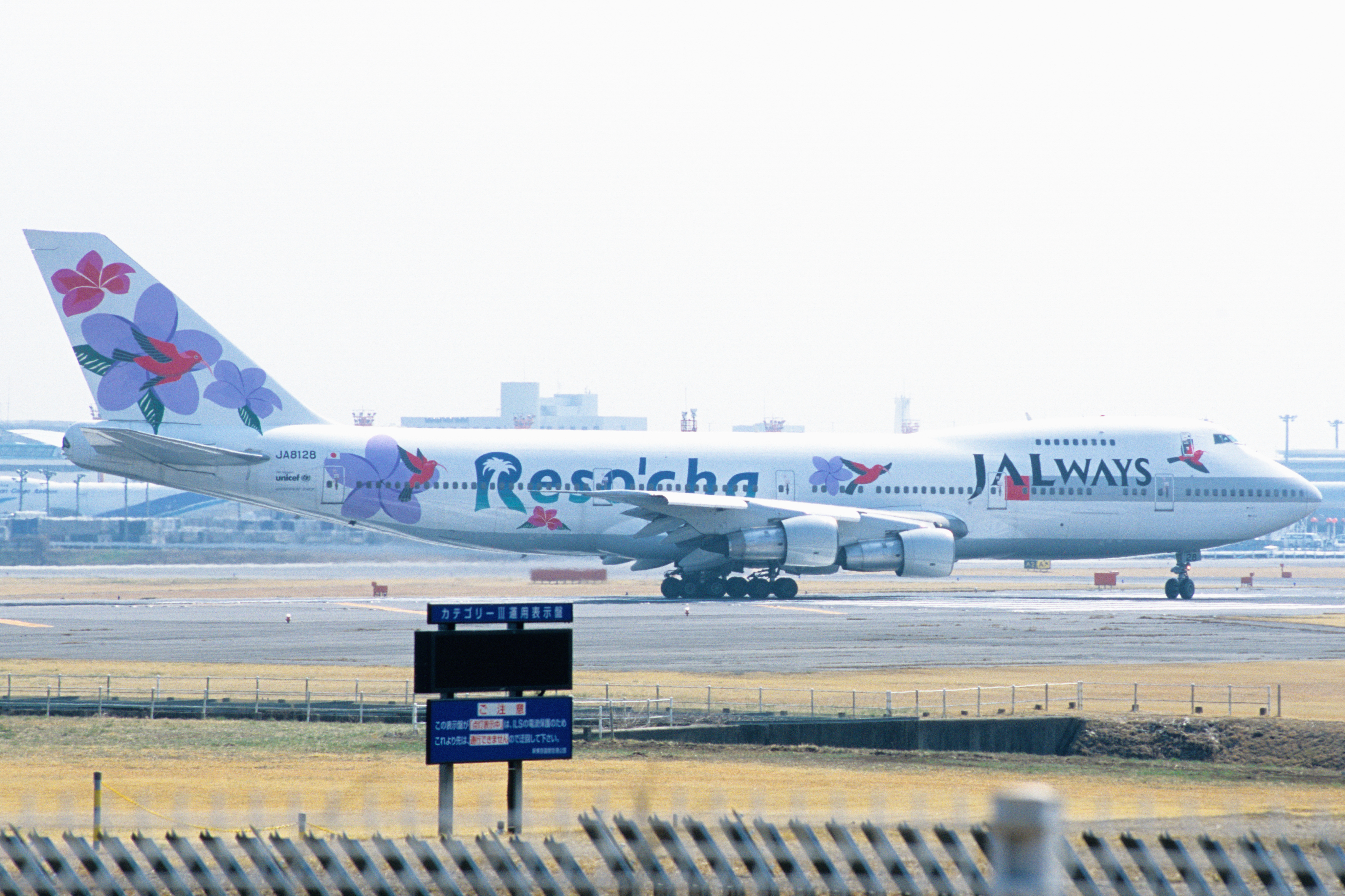
Boeing 747-100 авіакомпанії JALways

Авіакомпанія Japan Air Charter Co., Ltd. (JAZ) була заснована 3 жовтня 1990 року як бюджетний перевізник із власністю, 80 % з яких належить Japan Airlines (JAL). Основною метою новоствореної авіакомпанії була організація чартерних пасажирських перевезень з регіональних аеропортів Японії за популярними туристичними маршрутами в Азіатсько-Тихоокеанському регіоні. Літаки Air Charter були орендовані у JAL, льотний склад був набраний серед американських пілотів, які проживали на Гавайських островах, кабінні екіпажі набиралися в Бангкоку, де компанія розгорнула центр по підготовці і перепідготовці співробітників. 22 лютого 1991 року авіакомпанія отримала ліцензію на здійснення чартерних пасажирських перевезень та 1 липня того ж року відкрила свій перший чартерний маршрут з Фукуокі в Гонолулу на широкофюзеляжних лайнерах McDonnell Douglas DC-10. 9 липня 1993 року кількість перевезених пасажирів Air Charter досягла позначки у 100 тисяч.
30 липня 1999 року Japan Air Charter отримала ліцензію на виконання регулярних пасажирських перевезень, які планувалося здійснювати на взятих в мокрий лізинг літаках авіакомпанії Japan Airlines. Зокрема, у планах перевізника було виконання рейсів на висозавантажених напрямках в Азіатсько-Тихоокеанському регіоні з використанням чотирьох літаків McDonnell Douglas DC-10 і п'яти лайнерів Boeing 747. 1 жовтня того ж року компанія змінила свою офіційну назву на JALways Co., Ltd і запустила свій перший регулярний рейс з Токіо в міжнародний аеропорт Кона і міжнародний аеропорт Гонолулу.
9 березня 2001 року в результаті пакетного обміну акціями JALways стала повністю дочірнім підрозділом флагманської авіакомпанії Japan Airlines. Зміна власника JALways спричинила за собою зміну керівного складу авіакомпанії, після чого був прийнятий план її реструктуризації в рамках стратегічного плану JAL на період 2000—2002 роки. 1 квітня 2005 року JALways анонсувала введення нової уніформи кабінних екіпажів і оголосила про виведення з експлуатації широкофюзеляжних літаків McDonnell Douglas DC-10 до 31 жовтня того ж року. 1 квітня 2007 року JALways разом з чотирма партнерськими по групі JAL авіакомпаніями стала афілійованим членом глобального авіаційного альянсу пасажирських перевезень Oneworld.
У відповідності з новим корпоративним планом JAL на 2005—2007 роки, опублікованими 10 березня 2005 року, холдинг JAL Group вивів з експлуатації вікові літаки Боїнг 747-300. Останній політ літаків даного типу, який прослужив в JAL 26 років, зробив 30 липня 2009 року з Гонолулу в Токіо.
У травні 2009 року JALways розірвала контракти з усіма 130 американськими пілотами і закрила свій офіс на острові Оаху.
1 грудня 2010 року JALways припинила операційну діяльність у зв'язку з передачею всіх операцій під прямий контроль авіакомпанії Japan Airlines.

## Штаб-квартира
До моменту закриття авіакомпанії її штаб-квартира розташовувалася на третьому поверсі будівлі Операційного центру Japan Airlines в Наріті (яп. 日本航空成田オペレーションセンター, ніхон ко:ку: наріта опере:сьон сента:) (міжнародний аеропорт Наріта, префектура Тіба).
Раніше штаб-квартира JALways перебувала на 23-му поверсі «Spheretower Tennoz» (スフィアタワー天王洲 суфіатава: теннодзу) в Хігасі-Сінагава (район Сінагава, Токіо).

## Маршрутна мережа
Станом на 30 листопада 2010 року авіакомпанія JALways працювала на трьох внутрішніх і дванадцяти міжнародних регулярних маршрутах в дев'яти країнах на трьох континентах.

## Флот

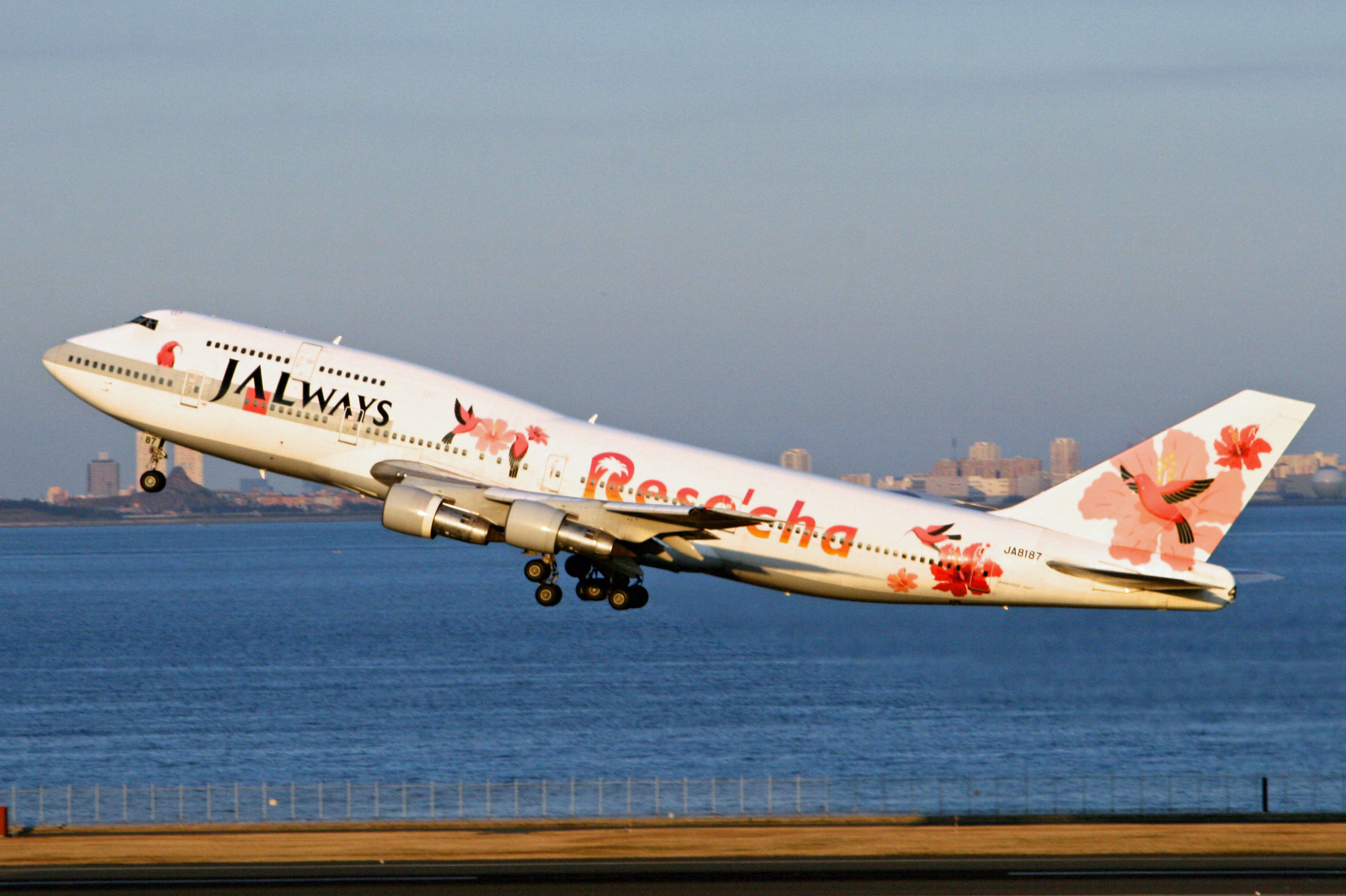
Боїнг 747-300 авіакомпанії JALways

У 2010 році повітряний флот JALways складали літаки Boeing 747-400, Boeing 767 і Boeing 777-200, взяті в мокрий лізинг у авіакомпанії Japan Airlines:.

### Флот до 2009 року
До 2009 року авіакомпанія JALways експлуатувала такі літаки:
- Boeing 747-200
- Боїнг 747-300
- McDonnell Douglas DC-10